# Intel 8085
Intel 8085 je osmibitový mikroprocesor firmy Intel uvedený v březnu 1976. Dodával se v 40pinovém DIP provedení. Pětka v názvu znamenala, že procesor potřeboval pouze 5voltové napětí (oproti +5 V, −5 V a +12 V u Intel 8080). 8085 byl občas využíván v počítačích s operačním systémem CP/M a později též jako mikrořadič (díky menšímu počtu komponent, které ke svému běhu potřeboval).
Jako řadič se 8085 mohl těšit dlouhého trvání. Od konce 70. let, kdy byl navržen do rozšiřující řadičové karty DECTape vydržel sloužit často déle než byla životnost těchto výrobků i osobních počítačů, v nichž tepal. Na začátku 80. let byl ovšem zastíněn konkurenčním procesorem Zilog80, který odstartoval éru osmibitových domácích počítačů.

## Základní charakteristika
- von Neumannova architektura.
- 16bitová adresová sběrnice.
- 8bitová datová a kontrolní sběrnice.
- Registry A (střadač, anglicky accumulator), B, C, D, E, H a L.
- Speciální registry jako Program Counter, Stack Pointer, Flag.
- Tři maskovatelná a jedno nemaskovatelné přerušení.
- Dopředně kompatibilní s Intel 8080.
- Přístup k pomalejším pamětem přes čekací stavy (Wait states).
- Přímý přístup k paměti – DMA.
- Taktovací frekvence 3,07–5 MHz, výpočetní výkon 0 37 MIPS.
- 6 500 tranzistorů, výrobní proces 3 μm.
- Binárně kompatibilní s 8080.

### Zajímavosti
- Pro svou odolnost vůči tvrdému záření byla jistá verze 8085 vybrána jako procesor nástrojů v některých misích NASA a ESA, zkoumající fyziku vesmíru na přelomu století.
- V mnoha strojírenských školách Jižní Asie je 8085 používán při výuce mikroprocesorové techniky.
- Existuje emulátor tohoto procesoru – GNUSim8085 ve verzi 1.3.6 / 22. srpna 2010 .